# Kindratiwka (obwód doniecki)
Kindratiwka (ukr. Стара Кіндратівка) – wieś na Ukrainie, w obwodzie donieckim, w rejonie kramatorskim, w hromadzie Drużkiwka. W 2001 liczyła 1089 mieszkańców.